# Agenția Națională pentru Pescuit și Acvacultură
Agenția Națională pentru Pescuit și Acvacultură (ANPA) este o instituție publică din România, înființată în anul 2004, finanțată integral de la bugetul de stat, aflată în subordinea Ministerului Agriculturii și Dezvoltării Rurale, ca autoritate publică centrală, care răspunde de pescuit și acvacultură.
ANPA a fost organizată prin preluarea Inspecției Piscicole și atribuțiilor în domeniul pescuitului de la Autoritatea de Management Program Operațional Sectorial pentru Agricultură, Dezvoltare Rurală și Pescuit, direcție generală în structura Ministerului Agriculturii și Dezvoltării Rurale care se ocupa cu coordonarea, implementarea și gestionarea asistenței financiare comunitare prin instrumentele structurale.
ANPA elaborează strategia și cadrul legal privind dezvoltarea sectorului pescăresc în România, fiind responsabilă de implementarea Politicii Comune a Pescuitului în România și de implementarea tehnică a măsurilor și de controlul reglementărilor în domeniul pescuitului și acvaculturii.
Agenția acoperă întreg teritoriul țării prin cele 10 filiale: Iași, Galați, Tulcea, Constanța, Călărași, Mehedinți, Ilfov, Brașov, Timiș și Cluj.Odata cu infiintarea agentiei, Anpa pune la dispozitie clarificari cu privire la activitatea de pescuit recreativ/sportiv;stabilirea perioadelor și zonelor de prohibiție a pescuitului,a zonelor de protecție și refacere biologică a resurselor acvatice vii,pescuitul în scop recreativ/sportiv al scrumbiei de Dunăre, condiții pentru practicarea pescuitului recreativ în habitatele piscicole naturale dar si un ghid de obtinere a trei tipuri de permise de pescuit recreativ, valabil pentru pescuitul la dunare cu brațele sale și habitatele piscicole naturale necontractate sau Marea Neagră.În anul 2007, ANPA avea 150 de angajați.